# NGC 5533
NGC 5533 ist eine Spiralgalaxie vom Typ Sab im Sternbild Bärenhüter. Sie ist schätzungsweise 176 Millionen Lichtjahre von der Milchstraße entfernt.
Das Objekt wurde am 1. Mai 1785 von William Herschel entdeckt.